# Sundborn
Sundborn – miejscowość w Szwecji, w gminie Falun, regionie Dalarna. W roku 2010 mieszkało tam 762 mieszkańców. Od najbliższego miasta Falun dzieli ją dystans 14 km.
Najbardziej znanym mieszkańcem był malarz i rysownik Carl Larsson. Mieszkał tu w latach 1901– 1919 oraz kierował renowacją kościoła parafialnego w 1905 roku. Grób Larssona i jego żony Karin znajduje się na cmentarzu przykościelnym w Sundborn. Dom w którym mieszkał malarz, zwany Little Hyttnäs jest lokalną atrakcją turystyczną.

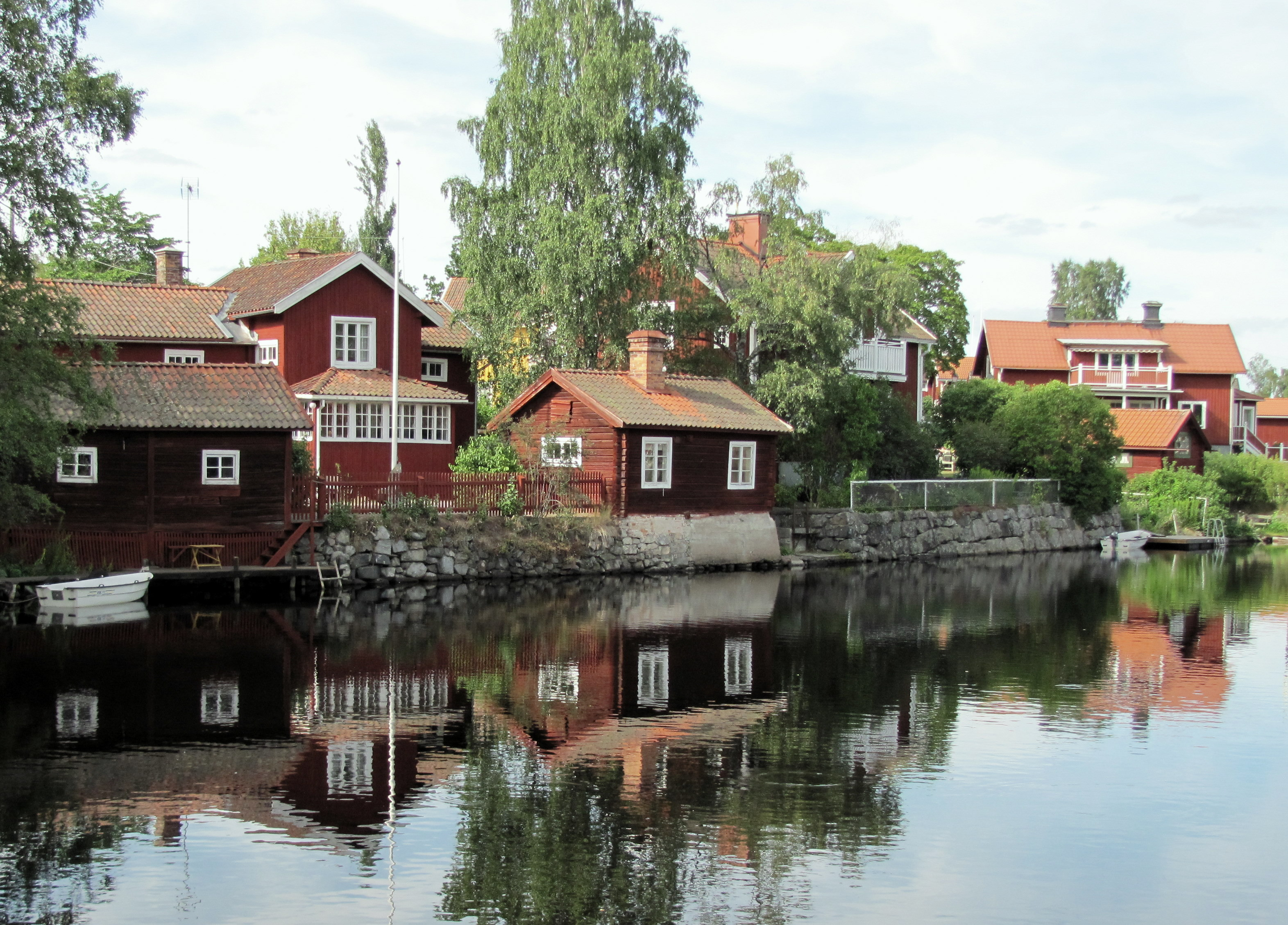
domy w Sundborn
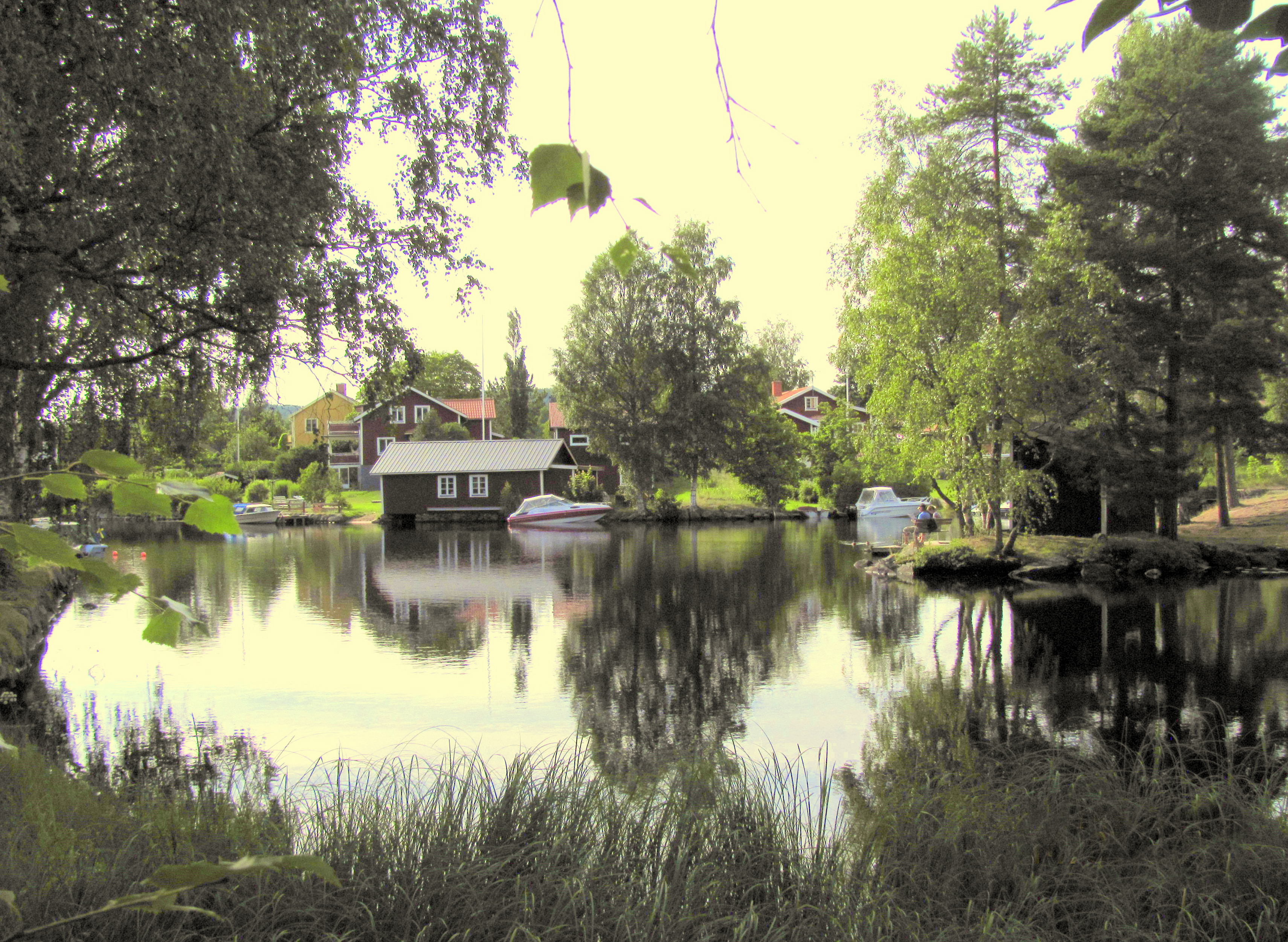
domy nad wodą w Sundborn
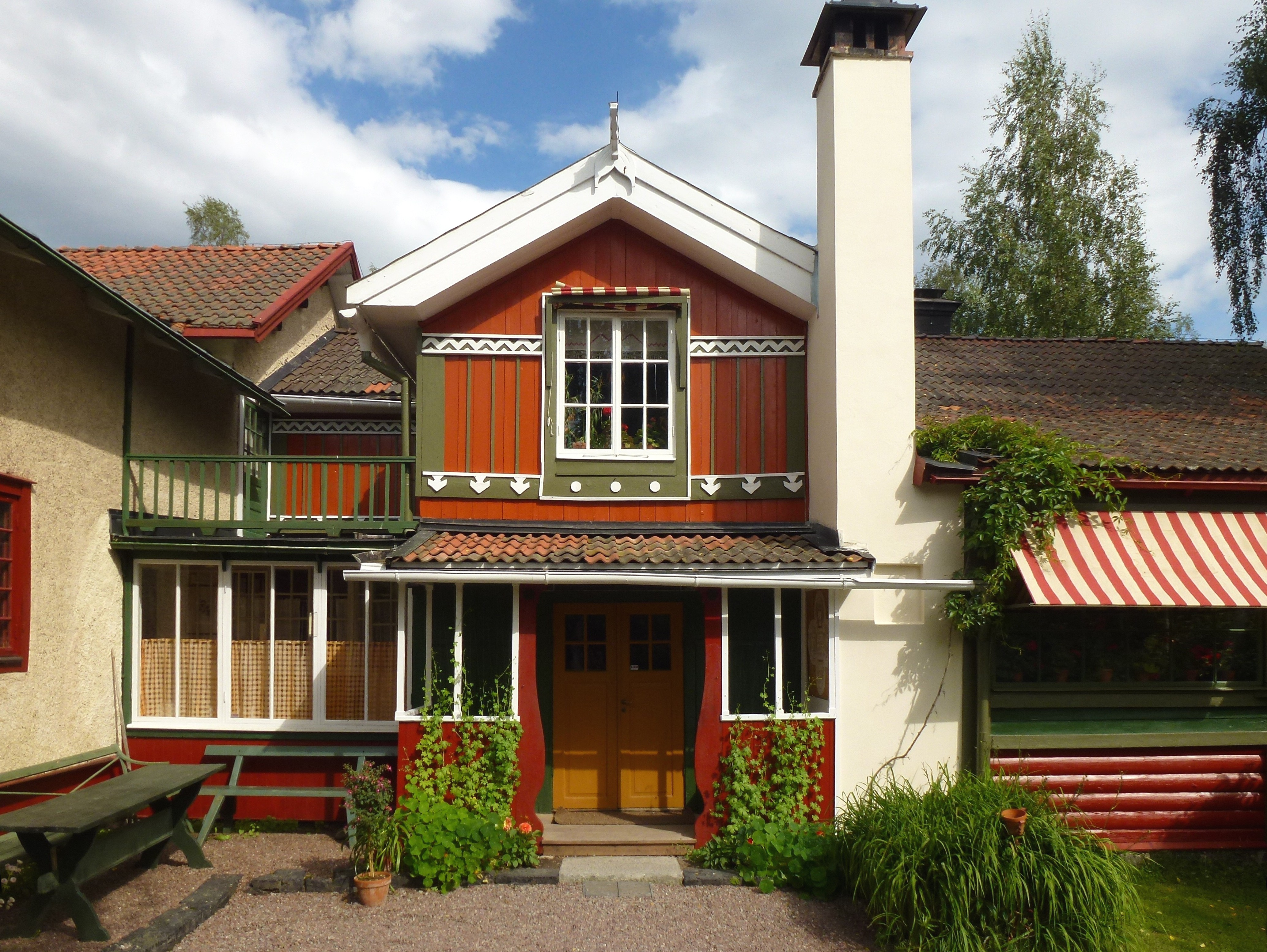
Dom malarza Carla Larssona
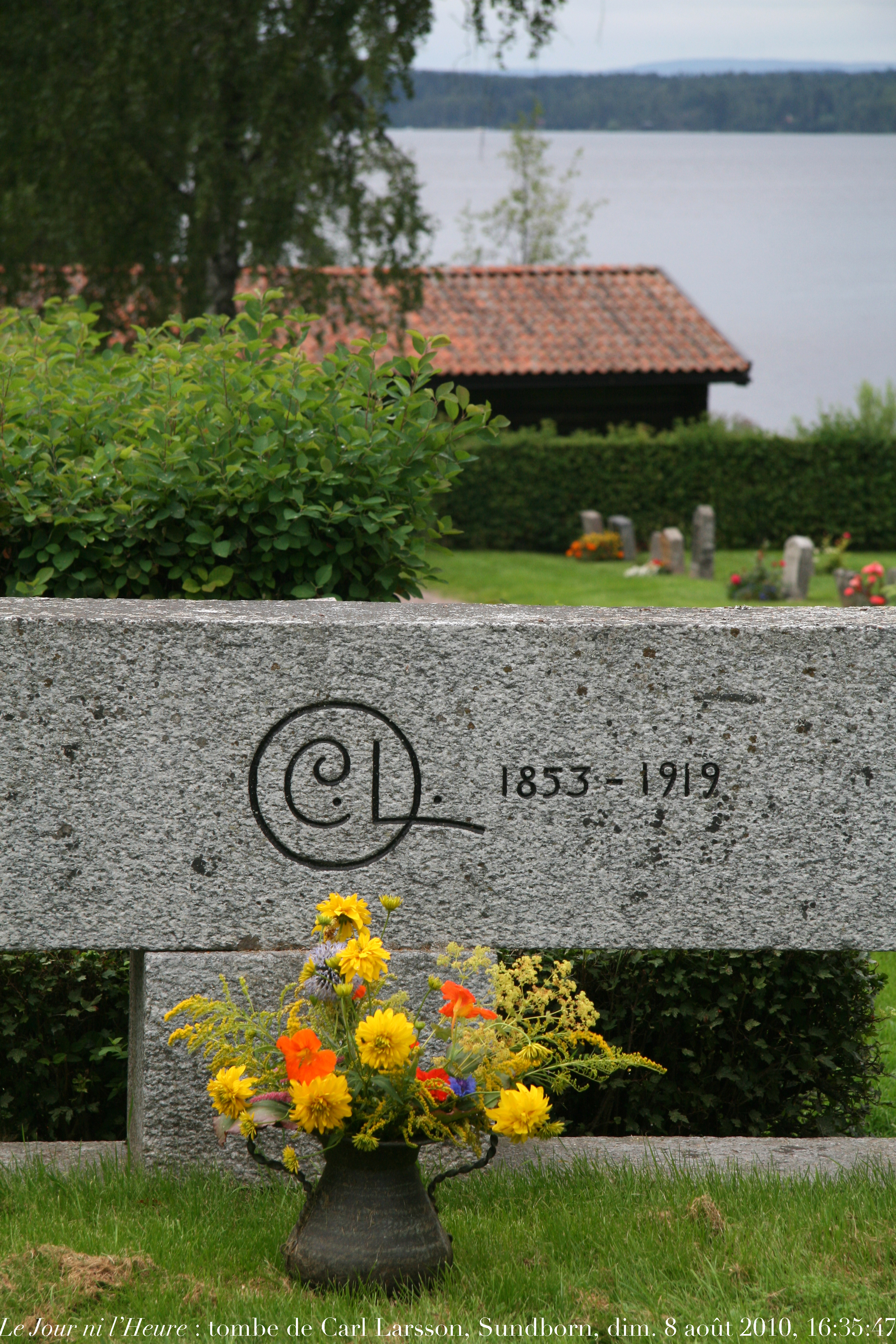
Grób malarza Carla Larssona z monogramem jego autorstwa